# Spear Nunatak
Spear Nunatak är en nunatak i Antarktis. Den ligger i den centrala delen av kontinenten. Inget land gör anspråk på området. Toppen på Spear Nunatak är 2 203 meter över havet.
Terrängen runt Spear Nunatak är lite kuperad, och sluttar brant västerut. Trakten är obefolkad. Det finns inga samhällen i närheten.